# Hebbe, Narasimharajapura
Hebbe là một làng thuộc tehsil Narasimharajapura, huyện Chikmagalur, bang Karnataka, Ấn Độ.